# إدموند غريب
إدموند غريب (بالإنجليزية: Edmund Ghareeb) أستاذ العلاقات الدولية في جامعة جورج تاون في واشنطن. من أشهر المدافعين عن القضايا العربية في الولايات المتحدة الأمريكية.
من مواليد بلدة عيتا الفخار في قضاء راشيا البقاع لبنان في سنة 1942،
وحائز على دكتوراه في التاريخ والعلوم السياسية والاقتصادية.
متزوج من ابنة الكاتب العراقي الشهير مجيد خدوري.
له العديد من الكتب أبرزها المسألة الكردية، حرب الخليج الثانية (بالاشتراك مع مجيد خدوري).

## أعماله
- الحركة القومية الكردية، دار النهار، بيروت، 1973
- الصورة المشوهة للعرب في الإعلام الأمريكي، 1977 (بالانجليزية)
- ثورة المعلومات في العالم العربي، مركز جنين للدراسات، 2001
- الوطن العربي في السياسة الأمريكية، مركز دراسات الوحدة العربية، 2002